# Myrmeciza hemimelaena
Myrmeciza hemimelaena là một loài chim trong họ Thamnophilidae.